# Pascual Emilio Arrieta y Corera

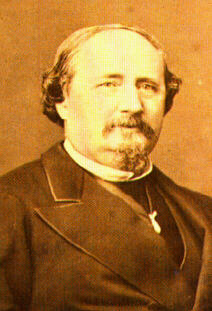
Pascual Emilio Arrieta y Corera

Pascual Antonio Juan Emilio Arrieta y Corera (Puente la Reina, Navarra, 21 oktober 1821 – Madrid, 11 februari 1894) was een Spaans componist en muziekpedagoog.

## Levensloop
Hij was een zoon van een grote landeigenaar en vertrok op tienjarige leeftijd naar zijn zuster Antonia in Madrid, waar hij ook zijn eerste studies aan het Conservatorio de Madrid deed. Een aantal avontuurlijke reizen naar Italië, waar hij ook privéstudies piano deed bij Perelli en harmonie bij Mandancini, vonden hun afsluiting in een langdurige periode (1841–1845) waarin hij in Milaan muziek studeerde bij onder andere Nicola Vaccai. Tijdens zijn studie werd hij ook bevriend met Amilcare Ponchielli. Het is mogelijk dat hij een eerste prijs won bij zijn afstuderen. Ook schreef hij in 1846 een opera in twee actes, Ildegonda, op een libretto van Temistocle Solera, die in verschillende Italiaanse steden werd uitgevoerd.
In 1846 ging hij terug naar Madrid en werd een favoriete componist van koningin Isabella II van Spanje. In december 1849 werd hij de voornaamste componist en directeur van het Teatro Real. In 1850 volgde nog een Italiaanse opera, La conquista de Granada. In 1857 werd hij professor aan het Escuela Nacional de Música de Madrid en in 1868 zelfs directeur. Zijn bekendste leerlingen zijn Ruperto Chapi y Lorenta en Tomás Bretón Hernández.
In 1871 werd hij onderscheiden met het Gran Cruz de Isabel la Católica en in 1873 werd hij lid van de Academia de Bellas Artes de San Fernando.

## Composities

### Muziektheater

#### Opera's
| Voltooid in | titel                                                 | aktes   | première                                                                   | libretto                                    |
| ----------- | ----------------------------------------------------- | ------- | -------------------------------------------------------------------------- | ------------------------------------------- |
| 1845        | Ildegonda                                             | 3 aktes | 28 februari 1845, Milaan, Teatro alla Scala                                | Temistocle Solera                           |
| 1850        | La Conquista de Granada; rev. als: Isabel la Católica | 3 aktes | 10 oktober 1850, Madrid, Teatro Real; rev.versie: 18 december 1855, Madrid | Temistocle Solera                           |
| 1851        | Pergolesi                                             |         |                                                                            |                                             |
| 1871        | Marina; (omgewerkt vanuit de zarzuela)                | 3 aktes | 16 maart 1871, Madrid, Teatro Real                                         | Francisco Camprodón en Miguel Ramos Carrión |

#### Zarzuelas
| Voltooid in | titel                                                                              | aktes   | première                                       | libretto |
| ----------- | ---------------------------------------------------------------------------------- | ------- | ---------------------------------------------- | --- |
| 1853        | El dominó Azul                                                                     | 3 aktes | 19 februari 1853, Madrid, Teatro Circo         | Francisco Camprodón |
| 1853        | El grumete                                                                         | 1 akte  | 17 juni 1853, Madrid, Teatro Circo             | Antonio Garciá Gutiérrez                                                                                                |
| 1853        | La estrella de Madrid                                                              | 3 aktes | 13 oktober 1853, Madrid, Teatro Circo          | Adelardo López de Ayala                                                                                                 |
| 1854        | La cacería real                                                                    |         | 11 maart 1854, Madrid, Teatro Circo            | Antonio Garciá Gutiérrez                                                                                                |
| 1855        | Guerra a Muerte                                                                    |         | 22 juni 1855, Madrid, Teatro Circo             | Adelardo López de Ayala                                                                                                 |
| 1855        | La dama del Rey                                                                    |         |                                                | |
| 1855        | Marina                                                                             | 2 aktes | 21 september 1855, Madrid, Teatro Circo        | Francisco Camprodón |
| 1856        | La hija de la Providencia                                                          |         |                                                | Tomás Rodríguez Rubí |
| 1856        | El sonámbulo                                                                       |         | 10 oktober 1856, Madrid, Teatro de la Zarzuela | Luís de Olona, Antonio Hurtado                                                                                          |
| 1858        | El planeta Venus                                                                   | 3 aktes | 21 februari 1858, Madrid                       | Ventura de la Vega |
| 1858        | Azón Visconti                                                                      | 3 aktes | 1858, Madrid                                   | Antonio García Gutiérrez                                                                                                |
| 1860        | Los circasianos                                                                    | 3 aktes | 8 april 1860, Madrid, Teatro de la Zarzuela    | Luís de Olona |
| 1861        | Llamada y tropa                                                                    | 2 aktes | 9 maart 1861, Madrid, Teatro Circo             | Antonio García Gutiérrez                                                                                                |
| 1862        | La Tabernera de Londres                                                            |         | 1862, Madrid                                   | Antonio García Gutiérrez                                                                                                |
| 1863        | La vuelta del corsario; (2e deel van: El grumete)                                  | 1 akte  | 18 februari 1863, Madrid                       | Antonio García Gutiérrez                                                                                                |
| 1866        | El duende de Madrid                                                                |         |                                                | Mariano José de Larra                                                                                                   |
| 1866        | El conjuro                                                                         | 1 akte  | 24 november 1866, Madrid, Teatro Circo         | Adelardo López de Ayala                                                                                                 |
| 1866        | Un sarao y una soirée                                                              | 2 aktes | 1866, Madrid                                   | Miguel Ramos Carrión en Eduardo de Lustonó                                                                              |
| 1867        | La suegra del diablo                                                               | 3 aktes | 1867, Madrid, Teatro Variedades                | Eusebio Blasco y Soler                                                                                                  |
| 1867        | El figle enamorado                                                                 | 1 akte  | 1867, Madrid                                   | Miguel Ramos Carrión |
| 1867        | Los novios de Teruel                                                               | 2 aktes | 24 december 1867, Madrid, Teatro Circo         | Eusebio Blasco y Soler                                                                                                  |
| 1869        | De Madrid a Biarritz                                                               | 2 aktes | 1869, Madrid                                   | Miguel Ramos Carrión en Carlos Coello                                                                                   |
| 1870        | El potosí submarino                                                                | 3 aktes | 21 december 1870, Madrid, Teatro Circo         | Rafael García Santisteban                                                                                               |
| 1873        | Las manzanas de oro                                                                | 3 aktes | 1906, Madrid, Teatro Price                     | Eusebio Blasco y Soler en Emilio Álvarez                                                                                |
| 1873        | San Franco de Sena                                                                 | 3 aktes | 27 oktober 1883, Madrid                        | José Estremera |
| 1879        | La guerra santa                                                                    | 3 aktes | 15 maart 1879, Madrid, Teatro de la Zarzuela   | Luis Mariano de Larra y Wetoret naar: Jules Verne                                                                       |
| 1880        | Heliodora o El amor enamorado                                                      | 3 aktes | 28 december 1880, Madrid, Teatro Apolo         | Juan Eugenio Hartzenbusch                                                                                               |
| 1885        | El Guerrillero; (samen met: Manuel Fernández Caballero en Ruperto Chapi y Lorenta) |         |                                                | Federico Muñoz, (pseudoniem van Manuel Fernández Caballero, Pascual Emilio Arrieta y Corera en Ruperto Chapi y Lorenta) |

### Vocale muziek
- Himno "Abajo los Borbones" (opgedragen aan de Koningin Isabella II van Spanje)

## Publicaties
- Pascual Emilio Arrieta y Corera: Antología de cantables célebres de zarzuelas españolas. Madrid. Prensa Popular, 1910. 24 p.